# Hans-Joachim Dönitz
Hans-Joachim Dönitz (Lipcse, 1934. június 26. – 2010. december 31.) német tengerésztiszt. Az NDK haditengerészetében ellentengernagyi rendfokozatot ért el. A Német Szocialista Egységpárt színeiben politizált is.